# Fond marin
Les fonds marins ou plancher océanique (ou lithosphère océanique pour les géologues qui étudient la tectonique des plaques) sont au sens large tous les fonds immergés des mers du globe.

Typologie des fonds marins

Ils constituent plus des trois-quarts des fonds océaniques et sont habituellement subdivisés en :
- plateau continental ;
- talus continental ;
- grands-fonds ou plaine abyssale (en général entre 5 000 et 6 000 m) comprenant les dorsales océaniques, dont les monts sous-marins, et les fosses océaniques.

Du point de vue géoclimatique, ces fonds jouent un rôle majeur de puits de carbone, mais contiennent aussi d'énormes quantité d'hydrates de méthane susceptibles de fortement accélérer le réchauffement climatique s'ils venaient à fondre. 
On a posé sur les fonds marins une grande quantité de câbles et fibres optiques qui peuvent interférer avec les actions de pêche au chalut. Ils ont aussi localement servi de décharge durant plusieurs décennies, dont de déchets chimiques (radioactifs comme notamment dans la fosse des Casquets entre France et Grande-Bretagne) et militaires (munitions immergées). On y trouve par ailleurs de nombreuses épaves de navires (et plus récemment d'avions ou d'autres matériels militaires ou civils jetés ou perdus en mer) ; ces épaves sont restées longtemps inaccessibles, mais en 1987, le Nautile a pu atteindre, à 3 850 m de profondeur, le Titanic qui avait coulé avec une partie de ses passagers le 14 avril 1912, à 725 km de Terre-Neuve.

## Droit de la mer
Dans le droit de la mer et le droit international public, différents textes et conventions internationales différencient : 
- la base du talus continental là où il est profond (2500 à 5 000 m) ;
- la plaine abyssale où l'on trouve les dorsales océaniques ;
- les fosses océaniques.

Face aux risques de conflits pour l'exploitation de ces fonds, déjà souvent surexploités par la pêche (surpêche) et avec le souci initial l'ONU a déclaré les fonds marins patrimoine mondial de l'humanité. Les litiges doivent être réglés par un tribunal international du droit de la mer, basé à Hambourg.
Il existe hors des zones économiques exclusives (ZEE) une zone internationale des fonds marins (souvent dénommée la « Zone ») considérée comme bien commun de l'humanité. 
La Convention de Montego Bay consacre le principe issu de la résolution 2749 (XXV) de l’Assemblée générale : la Zone échappe à toute appropriation ; « Bien commun », elle doit être uniquement utilisée « à des fins exclusivement pacifiques » et exploitée « dans l’intérêt de l’humanité tout entière ». Une convention, tout en invitant à y créer des aires marines protégées instaure cependant un régime d’appropriation collective à travers une Autorité internationale des fonds marins (officialisée en 1994) qui agit théoriquement pour le compte de l’humanité tout entière. L'autorité en question pourrait elle-même tirer un revenu (taxes) de cette exploitation, y compris par l’intermédiaire d’un organe spécifique, l’Entreprise (non encore mis en œuvre à cause d'un désaccord sur ses missions et sur l'usage à faire de ces revenus).

## Écologie des fonds marins

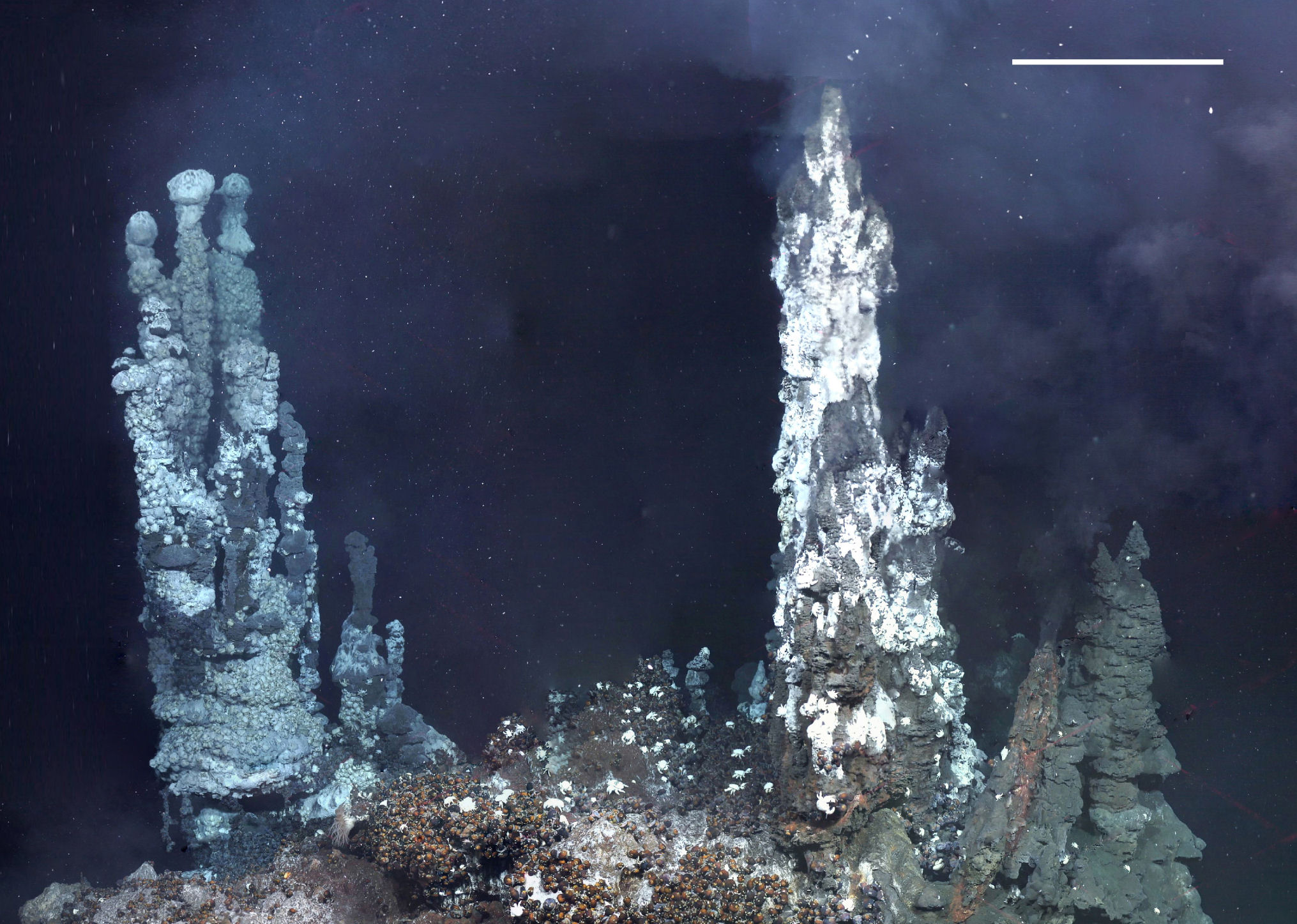
Cheminées hydrothermales (fumeurs noirs) en mer de Scotia. Remarquer l'abondance des crabes-yétis Kiwa tyleri (blancs) et des gastéropodes Gigantopelta chessoia (verts-bruns).

Jusque dans les années 1970, on pensait toute vie impossible dans les grands fonds, mais à partir de la seconde moitié des années 1970, on a commencé à y trouver de nombreuses espèces vivantes, tout comme ensuite dans les très grands fonds sur les cheminées hydrothermales qui abritent des oasis de vie intense. On a commencé aussi à cette époque à pêcher les poissons de grands fonds.

## Climat et fonds marins
Les archives géologiques et l'étude des fossiles et oligofossiles montrent que les épisodes passés de réchauffement se sont généralement accompagnés d'une acidification des océans et d'une perte d'oxygène qui ont affecté significativement à très fortement les fonds marins, même pour des variations jugées assez faibles. Les changements anthropiques du climat et des grands cycles biogéochimiques incluent une diminution prévue de l'oxygène (O2) océanique avec des effets potentiellement importants sur les écosystèmes marins et des fonds marins (affectant notamment les métazoaires marins (mollusques, échinodermes, arthropodes, annélides...) au profit d'espèce plus banales ou extrémophiles. Les données disponibles pour la période récente de déglaciation confirment la sensibilité des communautés d'invertébrés des fonds marins à des changements autrefois jugés mineurs de l'oxygénation de l'eau.

## Projets d'exploitation des grands fonds marins
À peine inventoriés, ces fonds font déjà l'objet de nombreux projets d'exploitation de ressources (métallurgiques notamment), ce qui inquiète les experts en biologie marine qui craignent des impacts très négatifs pour la vie fragile qui s'est développée en profondeurs.

## Mémoire du passé
Par le biais de la sédimentation, les fonds marins ont enregistré de nombreux évènements historiques et paléoclimatiques, dont les évènements de Heinrich, du nom du géologue qui les a expliqués.
De nombreuses traces de l'existence humaine sont présentes dans les fonds marins. Ce patrimoine culturel est protégé par la Convention sur la protection du patrimoine culturel subaquatique de l'UNESCO. De nombreux sites archéologiques subaquatiques sont en danger depuis que les fonds marins sont devenus accessibles grâce à l'invention du scaphandre notamment.